# Ancistomus spinosissimus
Ancistomus spinosissimus é uma espécie de bagre da família Loricariidae. É um peixe de água doce nativo da América do Sul, onde é conhecido apenas na bacia do alto e médio rio Tocantins, no Brasil.
A espécie atinge 12,7 cm de comprimento padrão. Embora originalmente descrita como uma espécie de Hemiancistrus em 2003, uma revisão de 2015 conduzida por Jonathan W. Armbruster (da Universidade de Auburn), David C. Werneke e Milton Tan listou a espécie dentro de Ancistomus. A mesma revisão também relatou que não foram encontradas características que separassem A. spinosissimus dos seus congéneres A. micrommatos e A. spilomma, indicando que os três podem ser, na verdade, todos da mesma espécie.